# FOA - Fag og Arbejde
FOA er et dansk fagforbund under FH. FOA organiserer især kommunalt ansatte, og en mindre del er privat ansatte.

## Navneændring
De tre bogstaver, FOA, blev første gang anvendt i 1993; dengang var bogstaverne en forkortelse for Forbundet af Offentlige Ansatte.
Men siden 2005 er FOA en forkortelse for FAG og ARBEJDE. Navneændringen skete som følge af en fusion med et andet fagforbund.

## Fagforbundet
FOA har 31 afdelinger. Som interesseorganisation for lønmodtagere forhandler FOA overenskomster, fører faglige sager og giver sine medlemmer både råd og vejledning.
Endvidere er FOA høringsberettiget, når det gælder lovgivning om løn- og arbejdsvilkår.
FOA udgiver medlemsbladet Fagbladet FOA.

## Medlemmers arbejdsopgaver
Fælles for FOA's medlemmer er, at de leverer service.
Til medlemmernes arbejdsopgaver hører bl.a.:
At passe børn, pleje patienter på hospitaler og plejehjem, slukke brande, udføre sygetransport, yde hjælp og service til ældre og personer med handicap, køre busser, gøre rent, lave mad på sygehuse, skoler, kaserner og vedligeholde bygninger.

## Ledelse

### Kongressen
FOA's øverste myndighed er kongressen, som indkaldes hvert 4. år i oktober/november.

### Hovedbestyrelsen
Mellem kongresserne er hovedbestyrelsen den øverste myndighed. Hovedbestyrelsen består af 61 personer og mødes en gang hver måned (men dog ikke i juli).

### Daglig politisk ledelse
Den daglige politiske ledelse vælges på kongressen og består af 12 personer.

## Historie og forhistorie
FOA's forhistorie strækker sig mere end 100 år tilbage i tiden:
- 1899 Københavns Kommunale Arbejderforbund (KKA) blev stiftet. Samme år blev også forbundet Københavns Tjenestepigeforening oprettet.[2]
- 1920 Københavns Kommunale Arbejderforbund (KKA) blev til Dansk Kommunalarbejderforbund (DKA).
- 1947 Husassistenternes Forbund ændrede navn til Husligt Arbejderforbund (HAF).
- 1992 Husligt Arbejderforbund (HAF) og Dansk Kommunal Arbejderforbund (DKA) besluttede at sammelægge de to forbund.
- 1993 Ved fusionen opstod Forbundet af Offentligt Ansatte (FOA).[11]
- 2005 Forbundet af Offentligt Ansatte (FOA) og Pædagogisk Medhjælperforbund (PMF) holdt sin fusionerende kongres, og forbundene organiserede tilsammen 204.000 medlemmer. Ved fusionen opstod Danmarks største offentlige forbund, der omfattede ca. 60 forskellige faggrupper. Det nye forbunds navn blev FAG og ARBEJDE.[2] På trods af navneændringen blev forkortelsen FOA beholdt.[12]
- 2019 FOA overgik fra at være medlem af Landsorganisationen i Danmark, LO,[13] til at blive medlem af Fagbevægelsens Hovedorganisation, FH.[14]

### Rækken af forbundsformænd
1. Poul Winckler (1993 - 2002)[11]
2. Dennis Kristensen[13] (2002 - 2018)[15]
3. Mona Striib (2018 - )[16]

### Medlemstal
Ifølge FOA's hjemmesides publikation, Værd at vide om FOAs medlemstal, havde fagforbundet 183.205 medlemmer (d. 30. juni 2016) og 176.448 medlemmer (d. 30. juni 2019).
Ifølge Danmarks Statistiks officielle opgørelse havde forbundet ca. 151.000 medlemmer ved udgangen af 2019.
| År                        | Medlemstal | Note   |
| ------------------------- | ---------- | ------ |
| 2005                      | 204.000    | [ 2 ]  |
| 2016 (30. juni)           | 183.205    | [ 17 ] |
| 2019 (30. juni)           | 176.448    | [ 17 ] |
| 2019 (ved årets slutning) | 151.000    | [ 18 ] |
| 2020 (august)             | 173.231    | [ 19 ] |

Belæg for tallene i tabellen findes i afsnittet om FOA's historie og forhistorie. I løbet af 14 år (fra 2005 - 2019) mistede FOA hvert fjerde medlem.